# الصادق بوصفارة
الصادق بوصفارة ولد في 5 ديسمبر 1906 بمدينة المهدية بالساحل التونسي، وتوفي بحمام الأنف يوم 4 نوفمبر 1988، طبيب ومناضل وطني تونسي.

## تكوينه
درس الصادق بوصفارة بالمعهد الصادقي ومنه بمعهد كارنو، وهناك تأثر بالأفكار الوطنية التي كانت تنغرس في النخبة التونسية. توجه بعد ذلك إلى باريس لدراسة الطب حيث أحرز على شهادة الدولة في الطب عام 1933. وخلال إقامته في باريس، ساهم بنشاط في جمعيات إنسانية ووطنية مختلفة، وخاصة من بينها جمعية طلبة شمال أفريقيا المسلمين بفرنسا التي تولى خطة نائب للرئيس عام 1933 بعد أن كان عام 1931 عضو هيئتها الإدارية. وقد وبهذه الصفة افتتح للجمعية مطعمها المخصص للطلبة على العنوان التالي 115 شارع سان ميشال بباريس. وكان خلال هذه السنوات قد عايش عن قرب العديد من الوجوه الوطنية مثل صالح بن يوسف وسليمان بن سليمان والطاهر صفر... وفي عام 1933، عاد إلى تونس حيث اشتغل طبيبا للصحة العمومية بمستوصف السواسي بالساحل التونسي.

## المناضل الوطني
بالتوازي مع ممارسة مهنته كطبيب، واصل الصادق بوصفارة أنشطته السياسية، ولم يخف تعاطفه ومساندته للحركة الوطنية. وقد استغل وضعيته كطبيب لتحسيس سكان الساحل بأهمية الحركة الوطنية، وأسس منذ عام 1934 شعبا تابعة إلى الحزب الحر الدستوري الجديد بمنطقة السواسي. وفي عام 1936 فتح عيادة خاصة له بضاحية حمام الأنف التي استقر بها نهائيا وواصل أنشطته في الحركة الوطنية مع الانخراط في الحياة الاجتماعية بالمدينة. وسعى للتقريب بين الحزبين الدستوريين الجديد والقديم مشاركا في العديد من الاجتماعات خاصة تلك التي ضمت عبد العزيز الثعالبي والحبيب بورقيبة وصالح بن يوسف. وفي يوم 9 أفريل 1938، شارك إلى جانب الآلاف من التونسيين في المظاهرة الكبرى التي ألقي عليه القبض خلالها، ووقع التحقيق معه لمدة أربع عشرة ساعة ثم سجن لمدة ثمانية أشهر بدون محاكمة وبشبهة المشاركة في التآمر على أمن الدولة. وقد استغل حصانته كطبيب للباي حيث عمل طبيبا لكل من أحمد الثاني والمنصف باي ومحمد الأمين باي، ليعقد بمنزله عديد الاجتماعات التي شارك فيها الزعماء الوطنيون مثل بورقيبة وصالح بن يوسف وبن سليمان وغيرهم والتي انتظمت فيما بين 1936 و1940، ثم غداة الحرب العالمية الثانية إلى عام 1952. وفي جويلية من هذه السنة، أفلت من اعتداء لليد الحمراء عندما انفجرت قنبلة محطمة منزله. عند الاستقلال، انتخب عضوا في المجلس التأسيسي ثم نائبا عن حمام الأنف، وترأس بلديتها إلى عام 1987. وكان وراء عمليات التوأمة التي تمت بين مدن تونسية وأخرى أجنبية وساهم بفعالية في الجامعة العالمية للمدن المتوأمة التي تسمى حاليا الجامعة العالمية للمدن المتحدة، وقد تولى مهمة نائب للرئيس فيها.

## الأعمال الاجتماعية والخيرية
عندما كان الصادق بوصفارة بالسواسي في الثلاثينات، لفتت اهتمامه حالة البؤس الكبيرة التي كان عليها الأهالي، وسخر كل مجهوداته لتحسين الوضعية الإنسانية والصحية لسكان المنطقة بدعوة السلطات المحلية والجهوية وجمع الأموال من الأعيان الخ. ومنذ عام 1936، خصص يوم الجمعة للمعالجة المجانية للمرضى. وفي نفس الإطار كان مغرما بالرياضة عامة وبكرة القدم خاصة، انضم إلى الهيئة المديرة للترجي الرياضي التونسي إلى جانب الشاذلي زويتن في الثلاثينات. وفي عام 1944 كان من مؤسسي النادي الرياضي لحمام الأنف الذي سانده ماليا إلى آخر حياته. كما ساهم في النشاط الكشفي إذ كان عضو الهيئة القيادية لجمعية كشاف تونس  كما ترأس فوج حمام الأنف لنفس الجمعية  ثم أنه كان من مؤسسي جمعية المصائف والجولات وترأسها منذ تأسيسها إلى ما بعد الاستقلال. وفي عام 1947 أسس مع عدد من أصدقائه من بينهم الصادق بن إبراهيم ومحمد محسن ومحمد بن الأمين والهادي مزاح والباجي الشماخي ميتما بحمام الأنف، وقد وقع تدشين هذه المؤسسة رسميا عام 1951 من قبل الأمين باي. وبعد انتخابه بمجلس بلدية حمام الأنف أقام العديد من المساكن للمعوزين كما جهز المدينة ببنية رياضية وثقافية.

## إشارات مرجعية
1. ↑  محمد ضيف الله، الحركة الطالبية التونسية 1927-1939، مؤسسة التميمي للبحث العلمي والمعلومات زغوان 1999، ص 317
2. ↑  محمد ضيف الله، الزنابق الحمراء: الحركة الكشفية التونسية (1916-1965)، تونس 2009، ص 276
3. ↑  جريدة الصباح، 8 مارس 1956، ص 5